# 프르바 HNL 제네
프르바 HNL 제네(크로아티아어: Prva hrvatska nogometna liga za žene 프르바 흐르바츠카 노고메트나 리가 자 제네→크로아티아 여자 1부 리그, 약칭 Prva HNLŽ 또는 1. HNLŽ)는 크로아티아의 가장 높은 여자 축구 리그이다. 1992년에 설립되었으며, 현재 8개 클럽이 참가하고 있다. 크로아티아 축구 연맹(HNS)이 주관하며, 하위 리그로는 드루가 HNL 제네(2. HNLŽ)가 있다.

## 진행 방식
프르바 HNL 제네의 정규 시즌은 홈 앤 어웨이 방식의 리그전으로 진행되며 한 팀당 14경기를 치른다. 정규 시즌에서 1위부터 4위까지를 차지한 팀들은 챔피언십 플레이오프로 진출하고 5위부터 8위까지를 차지한 팀들은 승강 플레이오프로 진출한다.
챔피언십 플레이오프와 승강 플레이오프는 모두 홈 앤 어웨이 방식의 리그전으로 진행되며, 한 팀당 6경기를 치른다. 승강 플레이오프에서 가장 낮은 성적을 기록한 1개 팀은 드루가 HNL 제네로 강등되고, 챔피언십 플레이오프에서 가장 높은 성적을 기록한 1개 팀은 UEFA 여자 챔피언스리그 예선 라운드에 진출한다. 또한 드루가 HNL 제네에서 가장 높은 성적을 기록한 1개 팀은 프르바 HNL 제네로 승격된다.

## 2019-20 시즌 참가 팀
- ŽNK 아그람 (ŽNK Agram) - 자그레브
- ŽNK 디나모 자그레브 (ŽNK Dinamo Zagreb) - 자그레브
- ŽNK 카타리나 즈린스키 (ŽNK Katarina Zrinski) - 차코베츠
- ŽNK 레포글라바 (ŽNK Lepoglava) - 레포글라바
- ŽNK 네레트바 (ŽNK Neretva) - 메트코비치
- ŽNK 오시예크 (ŽNK Osijek) - 오시예크
- ŽNK 스플리트 (ŽNK Split) - 스플리트
- ŽNK 빅토리야 슬라본스키브로드 (ŽNK Viktorija Slavonski Brod) - 슬라본스키브로드